# ウルリヒ・フォン・ハッセル

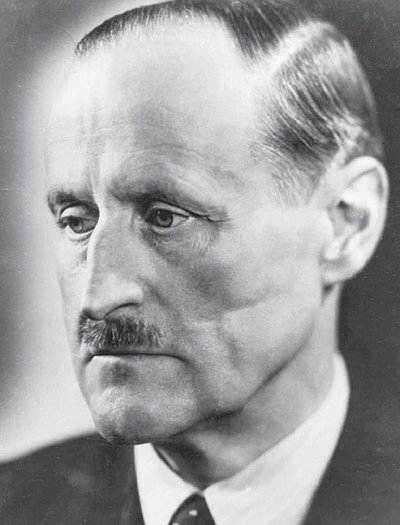
ウルリヒ・フォン・ハッセル

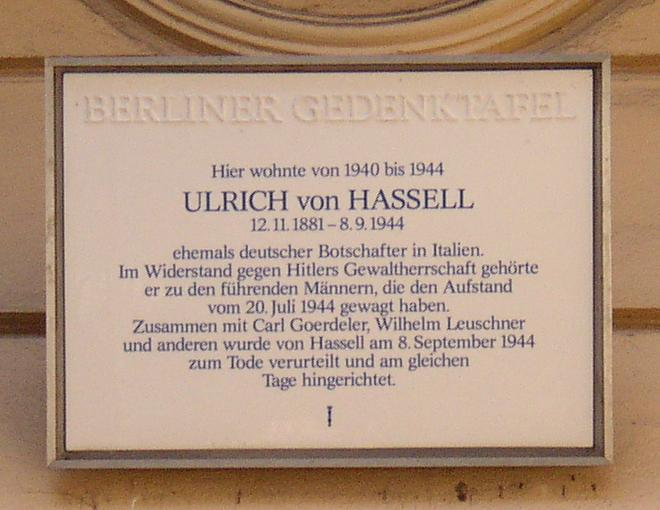
ベルリン＝シャルロッテンブルク (Berlin-Charlottenburg) にあるフォン・ハッセルの記念碑

ウルリヒ・フォン・ハッセル（Ulrich von Hassell、1881年11月12日 - 1944年9月8日）は、ドイツの外交官。1944年7月20日のヒトラー暗殺未遂事件に関与し、ローラント・フライスラーの人民法廷にかけられ、絞首刑に処された。

## 経歴
ドイツ帝国プロイセン王国ポンメルン州 (Provinz Pommern) のアンクラム (Anklam) にプロイセン陸軍の貴族将校ウルリヒ・フォン・ハッセル (Ulrich von Hassell) とその妻マルガレーテ（Margarete, 旧姓フォン・シュトシュ／von Stosch）の息子として生まれた。
1899年にアビトゥーアに合格してギムナジウムを卒業。ローザンヌ大学やテュービンゲン大学で法律と経済学を学び、学生組合の活動も積極的に行った。ドイツ帝国植民地の青島市やイギリスの首都ロンドンで過ごした時期もある。1909年からドイツ外務省に勤務。1911年に海軍大臣アルフレート・フォン・ティルピッツ提督の娘イルゼ・フォン・ティルピッツ (Ilse von Tirpitz) と結婚。彼女との間に4人の子供を儲けた。1911年にはイタリア王国ジェノヴァに副領事として派遣された。第一次世界大戦がはじまるとドイツ軍に従軍し、1914年9月8日のマルヌ会戦で負傷した。その後、義父フォン・ティルピッツ提督の下で彼の個人秘書として働き、後に彼の伝記も書いている。
戦後、1918年にドイツ国家人民党 (DNVP) に入党した。また同年ドイツ外務省に復帰し、1930年代初めまで働いた。ローマ、バルセロナ、コペンハーゲン、ベオグラードなどの大使館や公使館に派遣され、1932年には駐イタリア大使となっている。
1933年に国家社会主義ドイツ労働者党（ナチ党）の党首アドルフ・ヒトラーが政権を掌握すると、フォン・ハッセルもナチ党に入党した。彼は1937年に締結された日独伊防共協定に強く反対し、その代わりとしてヨーロッパ・キリスト教社会の統合を待望していた。1938年にブロンベルク罷免事件の影響でイタリア大使を免ぜられ、ローマからドイツに呼び戻された。ポーランド侵攻後には北欧のドイツへの恐怖を和らげるための使節団の団長となり、北欧の国々を回った。
一方、開戦後まもなくヒトラー打倒の計画に参加するようになった。フォン・ハッセルの主な働きは、カール・ゲルデラーやルートヴィヒ・ベック退役上級大将を中心にした保守的な反ヒトラー勢力（フォン・ハッセルはこの勢力を英語で "His Majesty's most loyal opposition"「最も忠誠心溢れた野党」と呼んで皮肉っていた）と若い人物が多い反ヒトラー勢力「クライザウ・サークル」の間の連絡役となることであった。この後数年にわたってフォン・ハッセルは中欧経済会議の執行委員の立場を利用して連合国の当局者とドイツでクーデターを起こした後についての交渉にあたっていた。
フォン・ハッセルはベックやヨハネス・ポーピッツとともにクーデター後ドイツの政治機構について青写真を描いていた。クーデター後にはフォン・ハッセルは外相に就任する予定だった。
しかし、1944年7月20日のクラウス・フォン・シュタウフェンベルク大佐によるヒトラー暗殺は未遂に終わり、それに続くクーデター作戦も失敗し、フォン・ハッセルは1944年7月29日にゲシュタポによって逮捕された。9月8日にフライスラーの人民法廷にかけられ、死刑判決を受けた。同日のうちにベルリンのプレッツェンゼー刑務所 (Gedenkstätte Plötzensee) において絞首刑に処された。